# Præstø
Præstø este un oraș în Danemarca.